# Подгоренки
Подгоренки — село в Сердобском районе Пензенской области. Входит в состав Пригородного сельсовета.

## География
Село расположено в юго-западной части области на расстоянии примерно в 2 километрах по прямой к юго-западу от районного центра Сердобска.
Часовой пояс
Село Подгоренки как и вся Пензенская область, находится в часовой зоне МСК (московское время). Смещение применяемого времени относительно UTC составляет +3:00.

## Население
| 1926 | 1928 | 1939 | 1979 | 1989 | 1996 | 2002 |
| ---- | ---- | ---- | ---- | ---- | ---- | ---- |
| 298  | ↗324 | ↘171 | ↗226 | ↘150 | ↘97  | ↘74  |
| 2010 |      |      |      |      |      |      |
| ↗76  |      |      |      |      |      |      |

Национальный состав
Согласно результатам переписи 2002 года, в национальной структуре населения русские составляли 100 % из 74 чел..